# Святнюк Дмитро Валерійович
Народився 31.05.1972 в м. Київ
Вчився в СШ №131. Надалі в СПТУ №2. Заочно в торгівельно-єкономічному інституті (ДТЕУ). Фахівець з економікі.
Проходив службу в лавах рядянської армії з 1991 року у 132 ВШМС. Надалі відомості відсутні.
Після демобілізації працював тілоохоронцем у приватних осіб.
До кримінальної відповідальності не притягувався. За непідтверженими даними журналістів міг бути ліквідатором у ОГП . По іншій версії працював "під прикриттям", але МВС це офіційно не підтведжує.
В 2000-х роках розпочав комерційну діяльність. Засвітився у проектах Бородянський молочний завод та "Еко-таксі" на керуючих посадах. Власник компанії Торговий дім "Регіна Україна" 
Відомо про володіння торгівельною маркою "Сoffeeharmony". Напрямок - зернова кава: оптовий та роздрібний продаж. Також був власником мережі каво-поінтів "Сoffeeharmony"
Дані про офіційні особисті стосунки відсутні.
1. ↑  Банда братьев Савлоховых - поименно. ТОП 450: от жены Бакая до банкира Хромаева. АРГУМЕНТ. Дата обращения: 15 августа 2025.
2. ↑  Святнюк Дмитро Валерійович (укр.). opendatabot.ua. Дата обращения: 15 августа 2025.